# Trachyphloeus spinimanus
Trachyphloeus spinimanus  (лат.) — вид долгоносиков из подсемейства Entiminae.

## описание
Жук длиной 2,8—3 мм. Верхняя часть тела в сливающемся покрове из коричнево-землистых чешуек. Щетинки на теле довольно длинные, слабо булавовидные или к вершине не расширенные. Средний зубец передних голеней очень длинный, шип его раздвоен, внешняя ветвь длиннее внутренней, изогнута наружу. Спинка головотрубки широкая и короткая, к вершине умеренно суженная.

## Экология
Населяет степи и лесостепи.